# مجید قاسمی
مجید قاسمی (زاده ۱۳۳۱ تهران) اقتصاددان، بانکدار و مدیر ارشد اجرایی ایرانی است که هم‌اکنون به عنوان مدیر عامل بانک پاسارگاد فعالیت می‌نماید.
وی دانش‌آموخته کارشناسی مدیریت بازرگانی از دانشگاه علامه طباطبائی و دکتری اقتصاد از دانشگاه ساوت‌همپتون است و فعالیت شغلی خود را از ۱۳۵۹ در بانک مرکزی جمهوری اسلامی ایران آغاز کرد. او از سال ۱۳۶۴ تا ۱۳۶۵ مدیرعامل بانک ملی ایران بود و در فاصله سال‌های ۱۳۶۵ تا ۱۳۶۸ به عنوان چهارمین رئیس کل بانک مرکزی جمهوری اسلامی ایران فعالیت نمود.
قاسمی از سال ۱۳۶۸ تا ۱۳۷۶ معاون صنعتی و پشتیبانی، همچنین قائم‌مقام وزیر نیرو بود و از ۱۳۷۶ تا ۱۳۸۰ نیز به عنوان رئیس هیئت مدیره شرکت سهامی ذوب آهن اصفهان فعالیت می‌کرد. وی از ۱۳۹۲ تاکنون معاون پژوهش‌های اقتصادی مرکز تحقیقات مجمع تشخیص مصلحت نظام می‌باشد.

## زندگی
مجید قاسمی در سال ۱۳۳۱ در تهران زاده شد. پس از گذارندن دورهٔ ابتدایی، تحصیلات خود را در رشتهٔ ریاضی دبیرستان دارالفنون ادامه داد و سپس مدرک کارشناسی خود را در رشتهٔ مدیریت بازرگانی از دانشگاه علامه طباطبایی اخذ کرد. بعد از شرکت در امتحان ورودی بانک مرکزی وقت، موفق به کسب بورسیهٔ کارشناسی ارشد مدیریت بازرگانی با تخصص حسابداری از دانشگاه فرلی دیکنسون نیوجرسی ایالات متحده شد و پس از کسب مدرک کارشناسی ارشد اقتصاد از دانشگاه ساوت همپتون انگلستان تحصیلات خود را در مقطع دکترا در رشتهٔ اقتصاد همان دانشگاه به پایان رساند. وی در دوران جنگ ایران و عراق ریاست کلی بانک مرکزی جمهوری اسلامی ایران را عهده‌دار بوده‌است و همچنین سوابقی چون مشاور عالی شرکت ملی فولاد ایران، ریاست هیئت مدیره شرکت مالی و سرمایه‌گذاری پیشرو ایران، مشاور کمیسون اقتصاد کلان و دبیری کمیسیون اقتصاد کلان، بازرگانی و اداری مجمع تشخیص مصلحت نظام را از سال ۱۳۵۹ تاکنون در کارنامهٔ فعالیت‌های خود دارد.
در سال ۱۳۸۴ پس از پذیره‌نویسی بانک پاسارگاد و تأسیس آن به عنوان پنجمین بانک خصوصی ایران تا زمان حال سمت مدیر عاملی بانک پاسارگاد را بر عهده داشته‌است.

## مدارج تحصیلی
- دیپلم ریاضی از دبیرستان دارالفنون[۲]
- لیسانس مدیریت بازرگانی از دانشگاه علامه طباطبائی[۲]
- فوق لیسانس مدیریت بازرگانی با تخصص حسابداری از دانشگاه فرلی دیکنسون نیوجرسی[۲]
- فوق لیسانس اقتصاد از دانشگاه ساوت‌همپتون[۲]
- دکترای اقتصاد از دانشگاه ساوت‌همپتون[۲]

## سوابق اجرایی

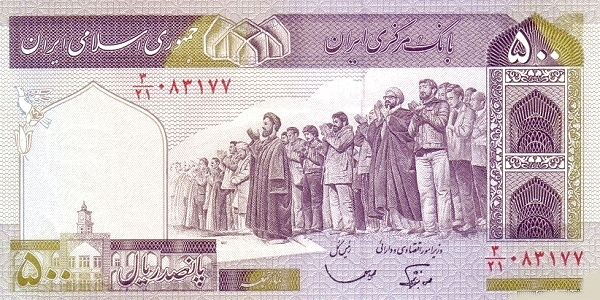
اسکناس ۵۰۰ ریالی با امضای مجید قاسمی به عنوان رئیس کل بانک مرکزی

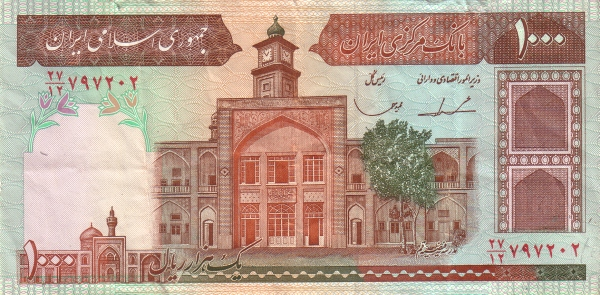
اسکناس ۱٬۰۰۰ریالی با امضای مجید قاسمی به عنوان رئیس کل بانک مرکزی

بعضی از مهم‌ترین فعالیت‌های اجرایی مجید قاسمی به شرح زیر بوده‌است:
- متصدی اعتبارات اسنادی اداره معاملات ارزی بانک مرکزی جمهوری اسلامی ایران (۱۳۶۰–۱۳۵۹)
- معاون اداره معاملات ارزی بانک مرکزی جمهوری اسلامی ایران (۱۳۶۱–۱۳۶۰)
- عضو کمیته تخصیص ارز شورای اقتصاد (۱۳۶۴–۱۳۶۰)
- عضو کمیته (Bilateral Transaction Committee) BTC بانک مرکزی جمهوری اسلامی ایران (۱۳۶۲–۱۳۶۱)
- رئیس اداره نظارت ارز بانک مرکزی جمهوری اسلامی ایران (۱۳۶۴–۱۳۶۱)
- نایب رئیس کمسیون ارز بانک مرکزی جمهوری اسلامی ایران (۱۳۶۴–۱۳۶۱)
- عضو کمسیون ذخایر ارزی بانک مرکزی جمهوری اسلامی ایران (۱۳۶۴–۱۳۶۱)
- عضو کمیته خرید کشتی شورای اقتصاد (۱۳۶۲–۱۳۶۱)
- عضو هیئت مدیره مشترک شرکت‌های بیمه ملی شده (۱۳۶۵–۱۳۶۲)
- مدیرعامل بانک ملی ایران (۱۳۶۵–۱۳۶۴)
- عضو شورای عالی بانکها (۱۳۶۵–۱۳۶۴)
- عضو هیئت مدیره سازمان عمران کیش (۱۳۶۵–۱۳۶۴)
- رئیس هیئت مدیره و رئیس مجمع عمومی بانک ماوراء بحار ایران در لندن (۱۳۶۵–۱۳۶۴)
- رئیس کل بانک مرکزی جمهوری اسلامی ایران(۱۳۶۸–۱۳۶۵)
- رئیس شورای عالی بانکها (۱۳۶۸–۱۳۶۵)
- رئیس شورای پول و اعتبار (۱۳۶۸–۱۳۶۵)
- عضو شورای اقتصاد (۱۳۶۸–۱۳۶۵)
- قائم مقام وزیر نیرو و معاون صنعتی و پشتیبانی (۱۳۷۶–۱۳۶۸)
- سرپرست معاونت برنامه‌ریزی و اقتصادی وزارت نیرو (۱۳۷۲–۱۳۷۱)
- عضو شورای مشورتی اقتصادی رئیس‌جمهور (۱۳۷۶–۱۳۷۶)
- مؤسس و رئیس هیئت مدیره شرکت سرمایه‌گذاری نیرو (۱۳۷۷–۱۳۷۵)
- مشاور وزیر صنایع و معادن (۱۳۸۲–۱۳۷۶)
- رئیس هیئت مدیره شرکت سهامی ذوب آهن اصفهان (۱۳۸۰–۱۳۷۶)
- رئیس هیئت امناء صندوق بازنشستگی کارکنان صنعت فولاد کشور (۱۳۸۰–۱۳۷۷)
- عضو کمسیون تلفیق مجمع تشخیص مصلحت نظام (۱۳۸۴–۱۳۷۸)
- مشاور عالی شرکت ملی فولاد ایران (۱۳۸۴–۱۳۷۶)
- عضو هیئت امنای دانشگاه بین المللی امام خمینی (۱۳۸۴–۱۳۸۰)
- رئیس هیئت مدیره شرکت مالی و سرمایه‌گذاری پیشرو ایران (۱۳۸۴–۱۳۸۱)
- مشاور کمیسون اقتصاد کلان مجمع تشخیص مصلحت نظام (۱۳۸۴–۱۳۸۲)
- عضو هیئت مدیره سازمان صنایع و معادن بنیاد مستضعفان (۱۳۸۴–۱۳۸۱)
- دبیر کمیسیون اقتصاد کلان، بازرگانی و اداری مجمع تشخیص مصلحت نظام (۱۳۹۲–۱۳۸۴)
- نایب رئیس هیئت مدیره و مدیرعامل بانک پاسارگاد (تاکنون-۱۳۸۴)
- عضو هیئت امنای دانشگاه علوم پزشکی قزوین (تاکنون-۱۳۸۳)
- رئیس هیئت مدیره شرکت مادرتخصصی میدکو (تاکنون-۱۳۸۷)
- رئیس دانشگاه صنعتی خواجه نصیرالدین طوسی (۱۳۹۲-۱۳۸۷)
- معاون پژوهش‌های اقتصادی مرکز تحقیقات استراتژیک مجمع تشخیص مصلحت نظام (تاکنون-۱۳۹۲)
- عضو هیئت مؤسس و رئیس دانشگاه خاتم (تاکنون-۱۳۹۲)
- رئیس هیئت مدیره انجمن مدیریت ایران (تاکنون-۱۳۹۲)
- عضو هیئت امنای دانشگاه شهید بهشتی (تاکنون-۱۳۹۳)
- عضو هیئت مدیره صندوق اعتباری حمایت از نویسندگان، روزنامه و هنرمندان (تاکنون-۱۳۹۲)
- عضو هیئت امنای پارک فناوری پردیس (تاکنون-۱۳۹۳)
- رئیس هیأت مدیره شورای انجمن های علمی ایران (تاکنون-۱۳۹۳)
- عضو هیئت امنای مؤسسه عالی آموزش بانکداری ایران (تاکنون-۱۳۹۸)
- عضو شورایعالی علوم، تحقیقات و فناوری (نماینده منتخب انجمن‌های علمی ایران در شورایعالی عتف) (تاکنون-۱۳۹۷)
- عضو کمیسیون انجمن‌های علمی ایران در وزارت علوم، تحقیقات و فناوری (تاکنون-۱۳۹۸)
- عضو هیئت اجرایی جذب منطقه ۱ طرح آمایش آموزش عالی کشور (شامل دانشگاه‌های استان تهران و البرز) (تاکنون-۱۳۹۹)
- عضو شورایعالی آموزش و پژوهش بانک مرکزی جمهوری اسلامی ایران (تاکنون-۱۳۹۹)

## سوابق تدریس[۱۲]
- مؤسسه عالی بانکداری ایران (بانکداری بین المللی) (۱۳۶۴–۱۳۶۱)
- دانشگاه علامه طباطبایی (بانکداری خارجی) (۱۳۶۶–۱۳۶۴)
- دانشگاه علامه طباطبایی (سیاست‌های پولی) (۱۳۶۶–۱۳۶۵)
- مؤسسه عالی بانکداری ایران (سیاست‌های پولی پیشرفته) (۱۳۶۹–۱۳۶۸)
- دانشگاه تهران (بانکداری خارجی) (۱۳۷۲–۱۳۷۱)
- دانشگاه تربیت مدرس (بازارهای پولی و مالی) (۱۳۷۳)

## جوایز و نشان‌ها
- نشان شوالیه اروپا برای مدیریت نوآورانه در حوزه بانکی[۱۳]
- نشان عالی لیاقت و مدیریت نوآورانه Grand Officer اتحادیه اروپا،[۱۴]
- نشان لیاقت کارآفرینی فدراسیون ملی نخبگان فرانسه[۱۵]